# Rentweinsdorf

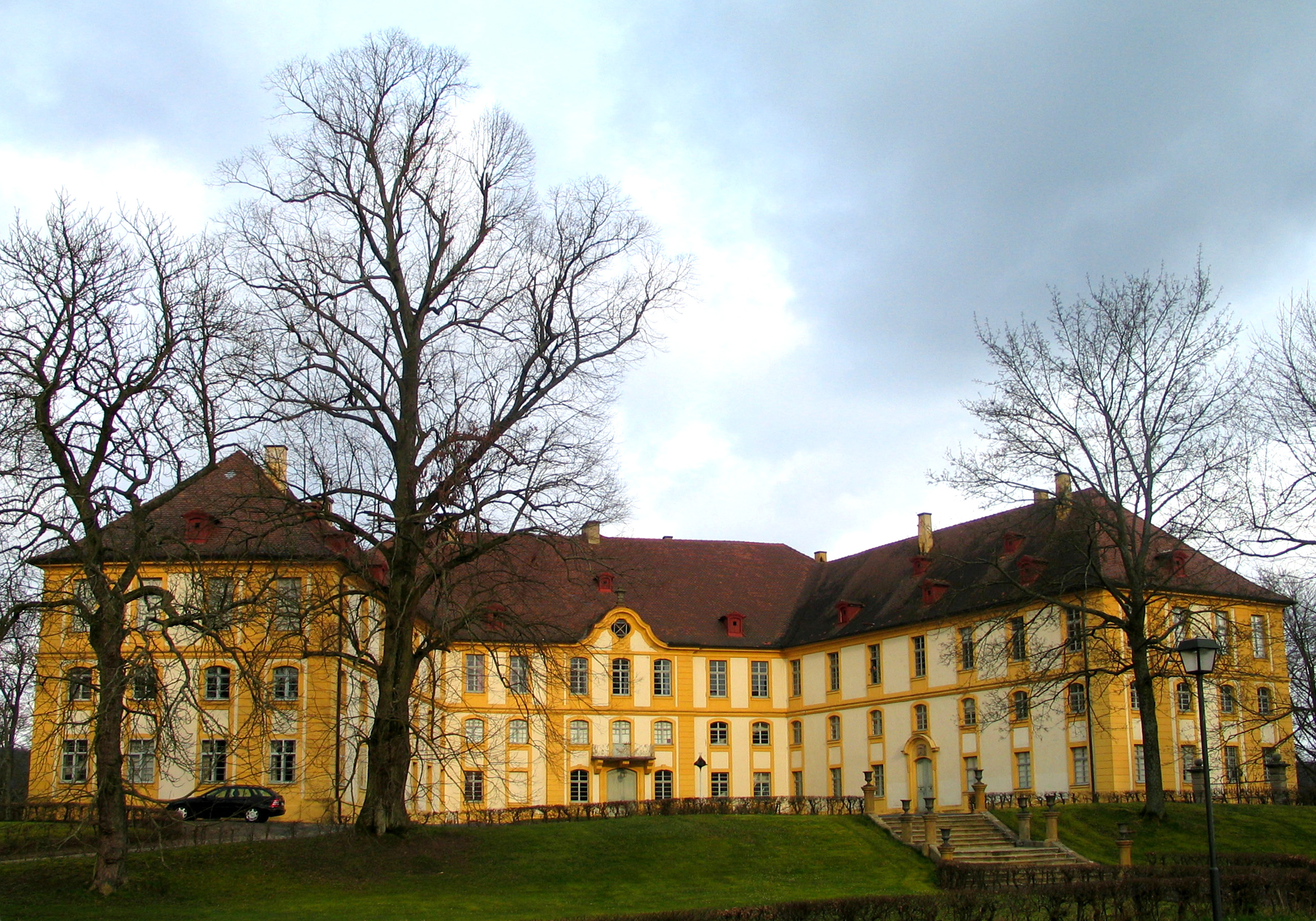
Schloss Rentweinsdorf

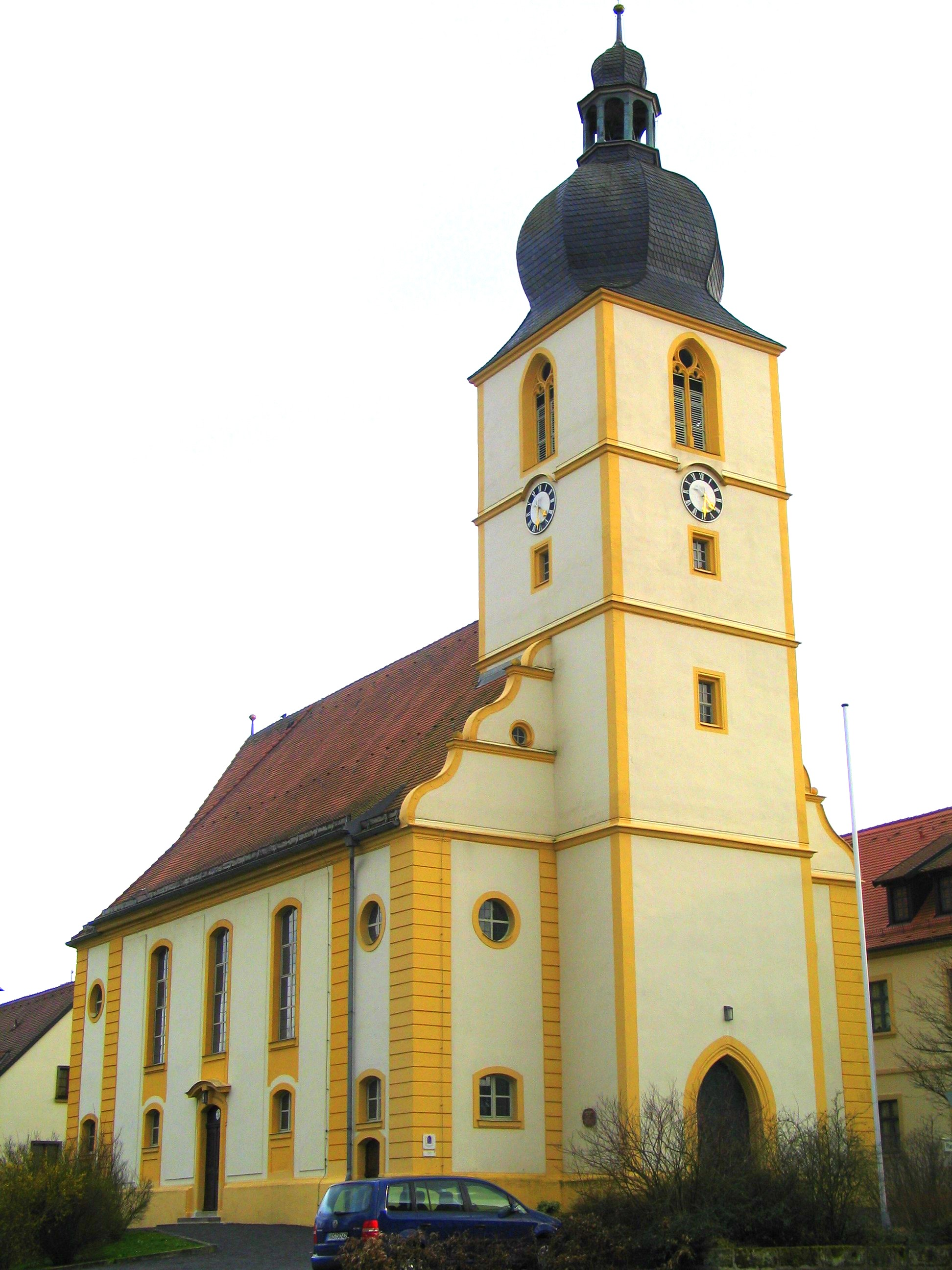
Dreieinigkeitskirche

Rentweinsdorf là một đô thị ở Haßberge bang Bavaria thuộc nước Đức.